# 羅賓斯冰川
羅賓斯冰川（英語：Robbins Glacier），是南極洲的冰川，位於埃爾斯沃思地的瑟斯頓島北部，最終注入皮爾灣，由美國南極名稱諮詢委員會命名，現時由南極條約體系管理。